# Isoperla pallida
Isoperla pallida är en bäcksländeart som beskrevs av Aubert 1963. Isoperla pallida ingår i släktet Isoperla och familjen rovbäcksländor. Inga underarter finns listade i Catalogue of Life.